# Stuart McKinstry
Stuart McKinstry (Wishaw, 18 de septiembre de 2002) es un futbolista británico que juega en la demarcación de extremo.

## Biografía
Empezó a formarse como futbolista en la cantera del Motherwell FC. Después de varias temporadas en las categorías inferiores del club, finalmente en 2019 se marchó a la disciplina del Leeds United FC. Dos años después debutó con el primer equipo el 21 de septiembre de 2021 en un encuentro de la Copa de la Liga contra el Fulham FC, partido que finalizó con un marcador de empate a cero. Su debut en la Premier League se produjo el 21 de noviembre de 2021 contra el Tottenham Hotspur FC.

## Clubes
| Club            | País       | Año       | Partidos | Goles |
| --------------- | ---------- | --------- | -------- | ----- |
| Leeds United FC | Inglaterra | 2021-2023 | 2        | 0     |